# 1854 год
1854 (ты́сяча восемьсо́т пятьдеся́т четвёртый) год  по григорианскому календарю — невисокосный год, начинающийся в воскресенье. Это 1854 год нашей эры, 4‑й год 6‑го десятилетия XIX века 2‑го тысячелетия, 5‑й год 1850‑х годов. Он закончился 171 год назад.
| Пн | Вт | Ср | Чт | Пт | Сб | Вс |
|    |    |    |    |    |    | 1  |
| 2  | 3  | 4  | 5  | 6  | 7  | 8  |
| 9  | 10 | 11 | 12 | 13 | 14 | 15 |
| 16 | 17 | 18 | 19 | 20 | 21 | 22 |
| 23 | 24 | 25 | 26 | 27 | 28 | 29 |
| 30 | 31 |    |    |    |    |    |

| Пн | Вт | Ср | Чт | Пт | Сб | Вс |
|    |    | 1  | 2  | 3  | 4  | 5  |
| 6  | 7  | 8  | 9  | 10 | 11 | 12 |
| 13 | 14 | 15 | 16 | 17 | 18 | 19 |
| 20 | 21 | 22 | 23 | 24 | 25 | 26 |
| 27 | 28 |    |    |    |    |    |

| Пн | Вт | Ср | Чт | Пт | Сб | Вс |
|    |    | 1  | 2  | 3  | 4  | 5  |
| 6  | 7  | 8  | 9  | 10 | 11 | 12 |
| 13 | 14 | 15 | 16 | 17 | 18 | 19 |
| 20 | 21 | 22 | 23 | 24 | 25 | 26 |
| 27 | 28 | 29 | 30 | 31 |    |    |

| Пн | Вт | Ср | Чт | Пт | Сб | Вс |
|    |    |    |    |    | 1  | 2  |
| 3  | 4  | 5  | 6  | 7  | 8  | 9  |
| 10 | 11 | 12 | 13 | 14 | 15 | 16 |
| 17 | 18 | 19 | 20 | 21 | 22 | 23 |
| 24 | 25 | 26 | 27 | 28 | 29 | 30 |

| Пн | Вт | Ср | Чт | Пт | Сб | Вс |
| 1  | 2  | 3  | 4  | 5  | 6  | 7  |
| 8  | 9  | 10 | 11 | 12 | 13 | 14 |
| 15 | 16 | 17 | 18 | 19 | 20 | 21 |
| 22 | 23 | 24 | 25 | 26 | 27 | 28 |
| 29 | 30 | 31 |    |    |    |    |

| Пн | Вт | Ср | Чт | Пт | Сб | Вс |
|    |    |    | 1  | 2  | 3  | 4  |
| 5  | 6  | 7  | 8  | 9  | 10 | 11 |
| 12 | 13 | 14 | 15 | 16 | 17 | 18 |
| 19 | 20 | 21 | 22 | 23 | 24 | 25 |
| 26 | 27 | 28 | 29 | 30 |    |    |

| Пн | Вт | Ср | Чт | Пт | Сб | Вс |
|    |    |    |    |    | 1  | 2  |
| 3  | 4  | 5  | 6  | 7  | 8  | 9  |
| 10 | 11 | 12 | 13 | 14 | 15 | 16 |
| 17 | 18 | 19 | 20 | 21 | 22 | 23 |
| 24 | 25 | 26 | 27 | 28 | 29 | 30 |
| 31 |    |    |    |    |    |    |

| Пн | Вт | Ср | Чт | Пт | Сб | Вс |
|    | 1  | 2  | 3  | 4  | 5  | 6  |
| 7  | 8  | 9  | 10 | 11 | 12 | 13 |
| 14 | 15 | 16 | 17 | 18 | 19 | 20 |
| 21 | 22 | 23 | 24 | 25 | 26 | 27 |
| 28 | 29 | 30 | 31 |    |    |    |

| Пн | Вт | Ср | Чт | Пт | Сб | Вс |
|    |    |    |    | 1  | 2  | 3  |
| 4  | 5  | 6  | 7  | 8  | 9  | 10 |
| 11 | 12 | 13 | 14 | 15 | 16 | 17 |
| 18 | 19 | 20 | 21 | 22 | 23 | 24 |
| 25 | 26 | 27 | 28 | 29 | 30 |    |

| Пн | Вт | Ср | Чт | Пт | Сб | Вс |
|    |    |    |    |    |    | 1  |
| 2  | 3  | 4  | 5  | 6  | 7  | 8  |
| 9  | 10 | 11 | 12 | 13 | 14 | 15 |
| 16 | 17 | 18 | 19 | 20 | 21 | 22 |
| 23 | 24 | 25 | 26 | 27 | 28 | 29 |
| 30 | 31 |    |    |    |    |    |

| Пн | Вт | Ср | Чт | Пт | Сб | Вс |
|    |    | 1  | 2  | 3  | 4  | 5  |
| 6  | 7  | 8  | 9  | 10 | 11 | 12 |
| 13 | 14 | 15 | 16 | 17 | 18 | 19 |
| 20 | 21 | 22 | 23 | 24 | 25 | 26 |
| 27 | 28 | 29 | 30 |    |    |    |

| Пн | Вт | Ср | Чт | Пт | Сб | Вс |
|    |    |    |    | 1  | 2  | 3  |
| 4  | 5  | 6  | 7  | 8  | 9  | 10 |
| 11 | 12 | 13 | 14 | 15 | 16 | 17 |
| 18 | 19 | 20 | 21 | 22 | 23 | 24 |
| 25 | 26 | 27 | 28 | 29 | 30 | 31 |

## События
- 4 января — объединённый флот Англии и Франции вошёл в Чёрное море[1].
- 9 февраля — административный центр округа Ли в американском штате Алабама получил статус города[2].
- 13 февраля — президентом Федеративной республики Аргентинской нации избран генерал Хусто Хосе де Уркиса[3].
- 16 февраля — Основана крепость Верный (с 1921 года — Алма-Ата, столица Республики Казахстан в 1929—1997 годах).
- 21 февраля — Российская империя объявила войну Англии и Франции[1].
- 28 февраля — в Рипон, штат Висконсин, основана Республиканская партия США.
- 1 марта — губернатор штата Герреро Хуан Альварес поднял восстание против президента Мексики генерала Санта-Анны. Провозглашён «план Аютлы» с призывом к свержению диктатуры, созыву Учредительного собрания и принятию новой Конституции[4].
- 14 марта — конгресс Парагвая переизбрал Карлоса Антонио Лопеса президентом страны.
- 23 марта — русская армия форсировала Дунай у Браилова, Галаца и Измаила и начала сосредоточение в Северной Добрудже[1].
- 27 марта — начало Крымской войны, Англия и Франция объявили войну России[5].
- 17 апреля — восстание в столице Новой Гранады Боготе, президент Хосе Мария Рамон Обандо свергнут. Верховным правителем провозглашён бывший главнокомандующий генерал Хосе Мария Дионисио Мело. В стране началась гражданская война[6].
- 20 апреля — между Австрией и Пруссией заключено оборонительное соглашение на случай нападения России.
- 22 апреля — англо-французская эскадра обстреляла Одессу[1].
- 26 апреля — в Испании распространён направленный против королевского режима анонимный памфлет «El Murcielago» (Нетопырь), ставший своеобразным сигналом к Испанской революции 1854 года[7].
- 1 мая — на территории Венгрии (кроме Трансильвании) отменено чрезвычайное положение[8]
- 5 мая — лидер либералов Франсиско Кастельон вторгся в Никарагуа и призвал свергнуть правительство консерватора генерала Хосе Фруто Чаморро. В стране началась тяжёлая гражданская война[9].
- 8 мая — остатки разгромленной армии самопровозглашённого государства в Нижней Калифорнии (Мексика) во главе с президентом Уильямом Уокером сдались властям США в Сан-Диего[10].
- 17 мая — русская армия на Дунае осадила турецкую крепость Силистрию[1].
- 16 июня — на Кавказе на реке Чорох русскими разгромлен Батумский турецкий отряд[1].
- 21 июня — главнокомандующий русской армией фельдмаршал И. Ф. Паскевич отдал приказ об отходе русских войск с турецкой территории за Дунай[1].
- 28 июня — восстание кавалерийских полков в Мадриде. Началась Испанская революция 1854 года[7].
- 30 июня — при Викальваро произошло сражение между восставшими кавалерийскими частями и королевской армией Испании. Повстанцы отошли к Аранхуэсу[7].
- 7 июля — в Испании повстанцами распространён Мансанаресский манифест с требованием ликвидации придворной камарильи, восстановления законности и созыва Учредительных кортесов[7].
- 13 июля — паша Египта Аббас I Хильми убит солдатами гвардии. Официально объявлено, что он умер от инфаркта, пашой стал Мухаммед Саид-паша, младший сын Мухаммеда Али[11].
- 17 июля — в Испании королева Изабелла II утром назначила премьер-министром Фернандо Фернадеса де Кордову. Вечером в Мадриде вспыхнуло восстание под лозунгом «Смерть ворам!». Разгромлен дворец королевы-матери Христины[7].
- 18 июля — королева Испании Изабелла II назначила премьер-министром герцога Риваса и согласилась на переговоры с повстанцами[12].
- 28 июля — в Испании лидеры повстанцев генералы Леопольдо О’Доннель и Бальдомеро Эспартеро прибыли в Мадрид[12].
- 29 июля — на Кавказе на Чигильском перевале разбит русскими Баязетский отряд турок[1].
- 31 июля
  - Генерал Бальдомеро Эспартеро сформировал новое правительство Испании[12].
  - Русская армия на Кавказе взяла Баязет[1].
- 5 августа — турецкая армия на Кавказе разгромлена при Кюрюк-Дара[1].
- 7 августа — англо-французский десант высадился на принадлежавших тогда России Аландских островах и осадил Бомарзунд, который вскоре капитулировал[1].
- 11 августа — английский корвет «Миранда» начал артиллерийскую бомбардировку города Кола продолжавшуюся около двух суток. Город Кола был почти полностью уничтожен пожарами и артиллерийским огнём.[источник не указан 2452 дня]
- 12 августа — англичане продолжали обстреливать город Кола, отряд английских матросов, высадившийся из баркаса на берег, был сброшен в море ружейным огнём защитников. Корвет «Миранда» бесславно покинул Кольский залив.[источник не указан 2452 дня]
- 5 сентября — успешно завершена Петропавловская оборона, которой руководил контр-адмирал В. С. Завойко. Англо-французская эскадра ушла от берегов Камчатки[1].
- 14 сентября — союзный флот начал высадку в Крыму под Евпаторией англо-франко-турецкой армии[1].
- 5 октября — Севастопольская оборона: первый артиллерийский обстрел Севастополя союзной армией[1].
- 21 октября — Государственный совет Гватемалы провозгласил Рафаэля Карреру пожизненным президентом страны. 15 декабря ему передана вся полнота власти[13].

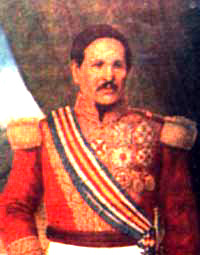
Президент Гватемалы Рафаэль Каррера

- 8 ноября — в Испании открылись Учредительные кортесы, которые проголосовали за сохранение монархии. Президентом кортесов избран премьер-министр Бальдомеро Эспартеро.
- 4 декабря — в Новой Гранаде повстанческая армия вступила в Боготу. Диктатура генерала Хосе Мело свергнута, власть перешла Томасу Хосе Рамону дель Кармену де Обальдия и Орехуэла, провозглашённому повстанцами временным президентом ещё в августе[14].
- 9 декабря — в Венгрии введено обязательное начальное образование для детей от 6 до 12 лет[8].
- 14 декабря — Австрийская империя объявила о союзе с Англией и Францией[1].

## Родились
См. также: Категория:Родившиеся в 1854 году
- 22 января — Корсаков, Сергей Сергеевич, автор первого учебника психиатрии и основатель психологической лаборатории в Москве.
- 5 апреля - Эдит Арчибальд, канадская суфражистка и писательница.
- 22 апреля — Анри Лафонтен, бельгийский политический деятель, лауреат Нобелевской премии мира (1913).
- 29 апреля — Анри Пуанкаре, выдающийся французский математик, физик, философ и теоретик науки.
- 15 июля — Оскар Линке, немецкий писатель, поэт и журналист.
- 24 июля — Константин Петрович Губер (ум. 1916), генерал-лейтенант Русской императорской армии.
- 10 августа — Милан Обренович, сербский политический деятель, сербский князь с 1868 года, в 1882—1889 годах правивший как король Милан I (ум. 1901).
- 17 сентября — Дэвид Данбар Бьюик, дал свою фамилию автомобильной марке Buick.
- 16 октября — Оскар Уайльд, английский писатель, публицист, парадоксалист, крупнейшая фигура европейского декаданса, глава европейского эстетизма и его главный представитель.
- 20 октября — Артюр Рембо, французский поэт, один из основоположников символизма, представитель группы «про́клятых поэтов».
- 21 ноября — Бенедикт XV — Папа Римский в 1914—1922.
- 24 декабря — Томас Стивенс, совершивший первое кругосветное путешествие на велосипеде.

## Скончались
См. также: Категория:Умершие в 1854 году
- 27 февраля — Фелисите Робер де Ламеннэ (род. 1782), французский аббат, публицист и философ, один из родоначальников католического социализма.
- 13 марта — Жан-Батист Жозеф граф де Виллель (род. 1773), французский государственный деятель эпохи Реставрации, премьер-министр Франции в 1822—1828 годах.
- 20 августа — Шеллинг, Фридрих Вильгельм, немецкий философ.
- 28 августа — Иоакима Святого Франциска, блаженная римско-католической церкви, монахиня.
- 3 сентября — Фёдор Александрович Голубинский, русский философ, теолог, протоиерей Русской Православной Церкви, профессор Московской духовной академии.
- 8 сентября — Жак-Франсуа Ансело, французский драматург.
- 5 октября — Владимир Алексеевич Корнилов, российский флотоводец, вице-адмирал, герой Севастопольской обороны (род. 1806).
- Ормон-Хан, киргизский государственный, политический и военный деятель, хан Кыргызского ханства (1842—1854). Автор свода законодательных декретов, известного в народе под названием «Ормон окуу» («Учение Ормона»)[15].